# وندرنگس
وندرنگس (به فرانسوی: Vendranges) یک کامین در فرانسه است که در Canton of Saint-Symphorien-de-Lay واقع شده‌است.

## خصوصیات
وندرنگس ۱۱٫۱۴ کیلومترمربع مساحت و ۲۳۷ نفر جمعیت دارد و ۴۹۰ متر بالاتر از سطح دریا واقع شده‌است.